# Vigántpetend
Vigántpetend là một thị trấn thuộc hạt Veszprém, Hungary. Thị trấn này có diện tích 11,19 km², dân số năm 2010 là 200 người, mật độ 18 người/km².